# Инфанте, Раймундо
Райму́ндо Инфа́нте Ренко́рет (исп. Raimundo Infante Rencoret; 2 февраля 1928, Сантьяго — 7 сентября 1986, Чили) — чилийский футболист, игравший на позиции нападающего, участник чемпионата мира (1950).

## Биография

### Клубная карьера
Инфанте начал карьеру в клубе «Универсидад Католика», в составе которого в 1949 году выиграл чемпионский титул, забив в чемпионском сезоне 17 голов. Всего Инфанте отыграл за эту команду шесть сезонов и в 1951 году перешёл во французский «Руан», в котором продолжил свою карьеру.
В том же году Инфанте вернулся на родину и играл за «Универсидад Католика», выиграв с командой чемпионский титул в 1954 году. Инфанте также недолго играл в венесуэльском клубе «Депортиво Васко», а затем играл за «Универсидад Католика», выиграв с командой в 1956 году Второй дивизион. В 1957 году в возрасте 29 лет Инфанте ушёл из футбола.

### Карьера в сборной
В составе сборной Чили Инфанте принимал участие на чемпионате Южной Америки 1947 года и чемпионате Южной Америки 1949 года, на которых чилийцы остались без медалей.
В 1950 году вошёл в состав сборной на чемпионат мира, но на турнире не сыграл ни в одном из матчей. Всего за сборную Чили сыграл 13 матчей, в которых забил 3 гола.

### Смерть
Скончался 7 сентября 1986 года в возрасте 58 лет.

## Достижения
«Универсидад Католика»
- Чемпион Чили (2): 1949, 1954
- Чемпион Примеры B Чили (1): 1956